# Folcacchiero da Siena
Folcacchiero da Siena, conosciuto anche come Folcacchiero Folcacchieri o dei Folcacchieri (Siena, prima metà del XIII secolo – non prima del 1277), è stato un poeta italiano.

## Biografia
Nacque a Siena nella prima metà del Duecento, discendente da una famiglia di origine catalana o provenzale. Il padre, Raniero, lavorò per l'esercito senese come ufficiale dei càsseri. Ebbe due fratelli: Mino e Bartolomeo (o Meo), quest'ultimo, con il soprannome di Abbagliato, è citato da Dante nel canto XXIX dell'Inferno.
Poche e controverse sono le notizie biografiche di Folcacchiero: il più antico documento conosciuto risale al 1232 quando subì una condanna per essere stato sorpreso fuori casa di notte. Cavaliere, di parte ghibellina, come ad altri componenti della famiglia gli fu affidato qualche incarico pubblico di natura diplomatica e militare: nel 1251 il Comune di Siena lo inviò come ambasciatore presso il conte Aldobrandini a Belforte e a Radicondoli; l'anno successivo, partecipò ad una battaglia contro i fiorentini. Alcuni documenti lo danno ancora in vita nel 1277. 

## Opere
Si conserva solo una canzone di quest'autore, Tutto lo mondo vive sanza guerra. Il componimento, di data ignota, composto di cinque stanze, a parere del filologo e critico letterario Giulio Bertoni è caratterizzato da una «forza e vivezza non comuni».
Scrive, inoltre, Francesco de Sanctis: «Il più antico documento della nostra letteratura è comunemente creduto la cantilena o canzone di Ciullo (diminutivo di Vincenzo) di Alcamo, e una canzone di Folcacchiero da Siena».  Egli però aggiungeva, subito dopo, che tali testimonianze non erano da ritenere il principio ma solo una parte di una più ampia epoca letteraria sorta sotto Federico II, ossia la Scuola siciliana. All'epoca, infatti, si ipotizzava una datazione più antica del testo, attorno al 1177.